# 卡雷尔·爱尔本
卡雷尔·雅洛米尔·爱尔本（Karel Jaromír Erben，捷克語發音：[ˈkarɛl ˈjaromiːr ˈɛrbɛn]，1811年11月7日—1870年11月21日），捷克歌谣作者，诗人。他毕生从事搜集、整理和研究民间歌曲、歌谣、神话和传说故事，同时自己也创作诗歌。
他编有《捷克民歌集》以及斯拉夫各民族神话和传说故事等。他的代表作是民间故事诗集《花束集》（初版于1853年），反映了捷克人民的生活和风俗习尚，描绘了捷克的锦绣河山。由于他的诗作感情真挚，风格清新，语言朴素，音调优美，《花束集》成了捷克诗歌的典范，对捷克诗歌的发展影响很大。

## 生平

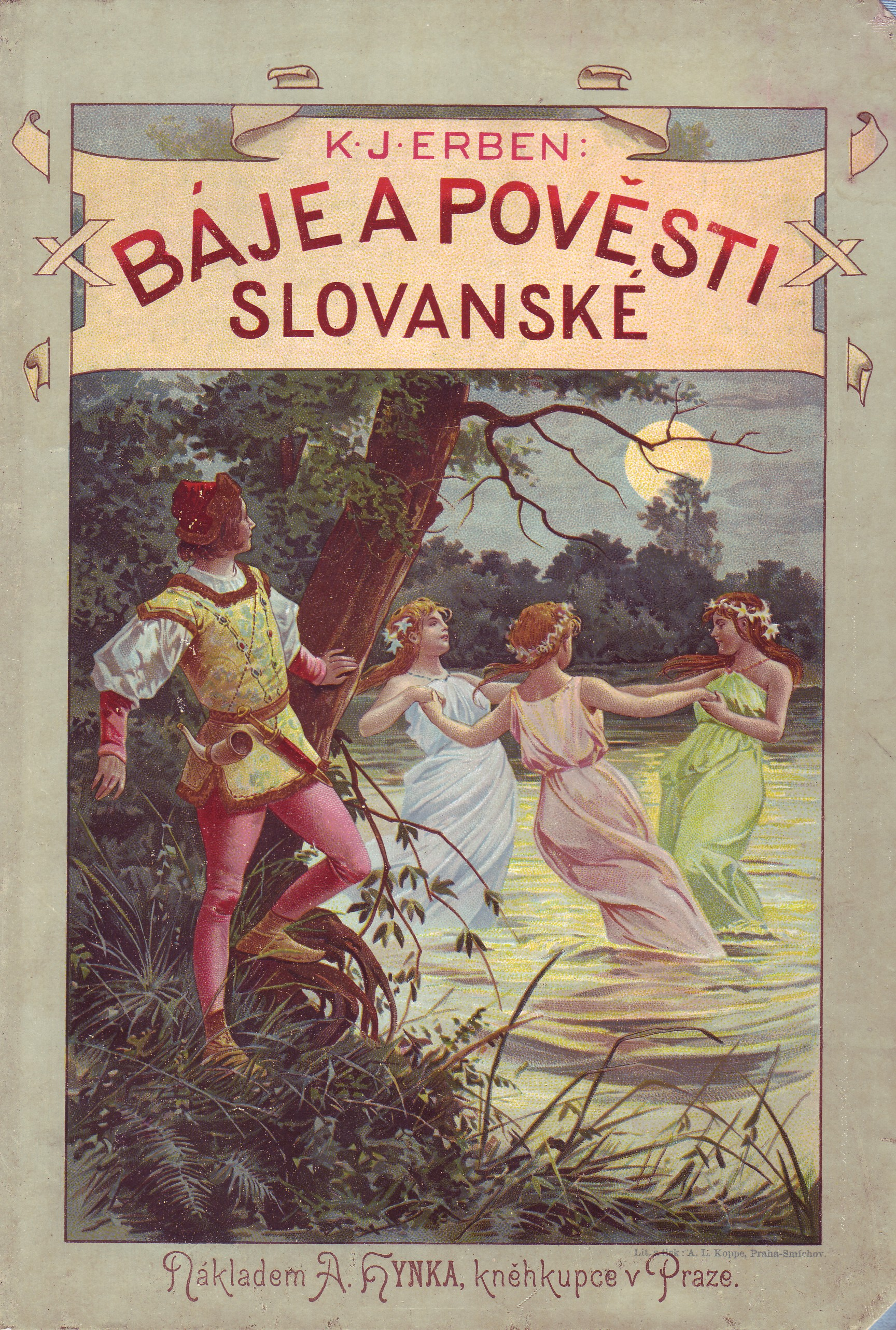
1902年版的《斯拉夫故事与传说》，Věnceslav Černý绘制封面

爱尔本曾在赫拉德茨-克拉洛韦学习。1831年他到布拉格学习哲学，后来改学法律。1843年他到国立博物馆和法兰提塞克·帕拉兹基一起工作。1848年他担任布拉格一家报纸的编辑。两年后，他担任国立博物馆的文献秘书。他是捷克国家复兴运动的参与者，并同情伊利里亚运动和斯拉夫派。 
作为文艺理想的实践者，在格林兄弟的影响下，爱尔本收集、整理和出版了《斯拉夫民间故事和传说一百篇》（副标题：斯拉夫读者)。。他的另一重要作品是《花束集》，被视为19世纪中期捷克文学浪漫主义的重要代表。

## 主要作品
- 波西米亚民歌 (1842–1845); contains 500 songs
- 《花束集》（1853年，1861年扩充）
- 《斯拉夫民间故事和传说一百篇》（1865)[4]
- 《来源于其它斯拉夫地区的民间故事和传说》（1869）

## 外在链接
- 互联网档案馆中卡雷尔·爱尔本的作品或与之相关的作品
- 來自卡雷尔·爱尔本的LibriVox公共領域有聲讀物
- About English translation on Radio Prague （页面存档备份，存于）